# Eumantispa taiwanensis
Eumantispa taiwanensis is een insect uit de familie van de Mantispidae, die tot de orde netvleugeligen (Neuroptera) behoort. 
Eumantispa taiwanensis is voor het eerst wetenschappelijk beschreven door Kuwayama in 1925.